# Gran Willy

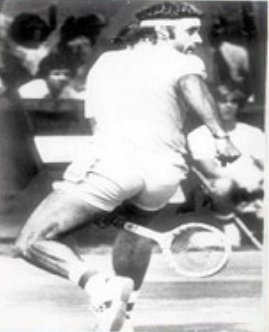
El argentino Guillermo Vilas (1952-) haciendo «la gran Willy».

La Gran Willy (o Tweener en ) es la denominación popular de un golpe de tenis que se realiza golpeando la pelota por entre las piernas y de espaldas a la red. Se trata de un golpe muy difícil, que requiere gran habilidad y que es esencialmente defensivo y excepcional, ya que se utiliza como último recurso, cuando la pelota ha superado al tenista y este ya no podrá alcanzarla para pegarla de frente. Fue registrado por el tenista argentino Guillermo Vilas, razón por la cual lleva ese nombre (Willy es apócope de Guillermo/William en inglés).

## Origen
Guillermo Vilas ha declarado que, para crear la gran Willy se inspiró en el destacado polista argentino Juan Carlos Harriott, considerado el mejor jugador de polo de todos los tiempos, que en un aviso publicitario de whisky Old Smuggler ejecutaba un backhander (golpe de taco hacia atrás), por entre las patas de su caballo.
El golpe fue ejecutado por primera vez en 1974, en los courts del Club Obras Sanitarias de Buenos Aires en un partido de exhibición contra el tenista francés Wanaro N'Godrella. En un partido oficial, el golpe fue ejecutado por Vilas por primera vez, en 1975, en el torneo de Indianápolis, sobre polvo de ladrillo, ante el español Manuel Orantes.

## Técnica
La gran willy es un golpe defensivo, como respuesta excepcional a un globo mediante el cual el jugador ya ha sido superado por la pelota y no podrá llegar a responderla de frente.
Para ejecutarlo, el tenista debe correr hacia la pelota, de espaldas a la red, pasar por encima de la pelota cuando está a punto de botar por segunda vez y, sincronizadamente, impactar la pelota cuando esta se encuentra debajo de la entrepierna utilizando la empuñadura continental, es decir, la misma que se usa para el saque, volea y smash.
Si bien es un golpe desesperado, es recomendable también observar la posición del contrincante, con el fin de sorprenderlo en la respuesta, ya que, habitualmente, no espera que ese golpe pueda ser ejecutado con éxito.
Normalmente, en tenis, el golpe genera un tiro a la altura de la cinta, por lo que si es ejecutado correctamente, puede producir un notable golpe pasado. Tarde o temprano, forzándolo un poco, se puede llegar a realizar un contraglobo, como consiguieron hacerlo Nicolás Lapentti en Roland Garrós (2003), Fabrice Santoro en Newport (2008) o Gastón Gaudio en su vuelta al tenis a Feliciano López en la Copa Argentina en diciembre de 2008 o también Rafael Nadal contra Novak Djokovic en el Masters de Madrid en mayo del 2011.
El golpe también se utiliza y de manera más habitual en pádel, pero en este caso, siempre se genera un contra globo con el fin de ganar tiempo para que el jugador pueda recuperar la posición.

## Golpes memorables
Distintos tenistas, algunos de ellos consagrados, hicieron uso de este recurso muchas veces con gran efectividad:
- Las numerosas «gran willy» de la argentina Gabriela Sabatini fueron muy elogiadas.[4]
- El chileno Fernando González hizo una gran willy en 2006 contra el croata Iván Ljubicic.
- El argentino Guillermo Cañas en 2008.
- El suizo Roger Federer en el Abierto de Estados Unidos de 2009 realizó también exitosamente una gran willy en semifinales ante el tenista serbio Novak Djokovic. Sobre este punto, el suizo comentó posteriormente: «Este es el mejor tiro que he sacado en toda mi vida».[5]

Roger Federer en el Abierto de Estados Unidos de 2010 realizó otra exitosa gran willy ante el tenista argentino Brian Dabul.
Roger Federer hizo una doble gran willy el 13 de diciembre de 2012 en un partido exhibición frente a Juan Martín Del Potro en Argentina, ganando el punto.
- El español Guillermo García-Lopez realizó una exitosa gran willy frente al escocés Andy Murray en la 3.ª ronda del Australian Open 2011.
- El español Rafael Nadal realizó este golpe en el Open de Madrid 2011, en la final que disputó contra Novak Djokovic.

Rafael Nadal usó este golpe en la cuarta ronda de Roland Garrós 2012, ante el argentino Juan Mónaco, aunque este último se la frenó con una volea.
Nadal también la usó como globo en tercera ronda del US Open 2016 ante el ruso Andrey Kuznetsov, ganando el punto con un remate final que el ruso no pudo devolver, consiguiendo así poner en pie a todo el Arthur Ashe Stadium.
- El argentino Juan Martín del Potro en el Australian Open 2012, lo hizo en la segunda ronda contra Blaz Kavcic.

- Del Potro volvió a utilizarla ante Kei Nishikori en la tercera ronda de Wimbledon 2012.
- En el US Open del año 2016 logró hacer este golpe de nuevo ante el estadounidense Steve Johnson.
- Lo ejecutó en el partido ante Andy Murray por semifinales de Copa Davis en septiembre de 2016, ganando el punto.
- Logró realizarlo en la final de la Copa Davis 2016, realizando un contraglobo como respuesta a un globo de Marin Čilić, ganando el punto.

- El australiano Nick Kyrgios cuenta con varios destacándose contra Andreas Seppi o Alexander Zverev a principios de 2017. Aunque se le ha acusado de abusar innecesariamente de ellos.
- Gastón Gato Gaudio trató de hacer una gran willy en Roland Garrós, aunque el resultado fue una gran willy hacia adelante, enseguida apodada «gran gato».
- Rafael Nadal, en la tercera ronda de Wimbledon de 2018, realizó un Gran Willy ganador tras ser superado en la red con un globo de Álex de Miñaur. Sin otra posibilidad y desde el fondo de la pista, el español recurrió a este golpe y colocó la pelota en la línea de fondo contraria, superando a su vez al australiano, que apenas pudo devolver la pelota a la red.
- El uruguayo Pablo Cuevas ejecutó una variante de la Gran Willy, en los cuartos de final del ATP de Madrid de 2017 contra el alemán Alexander Zverev, en la cual amagó a ejecutar una Willy y luego con un gran quiebre de muñeca ejecutó el golpe desde su derecha y sin mirar. Fue un golpe poco convencional que mereció el aplauso de todos los espectadores. Ese día logró el triunfo por 3-6 6-0 6-4.
- El 16 de mayo de 2022, se disputó el ATP 250, en Génova, Suiza, donde el austriaco Dominic Thiem se media con el italiano Marco Cecchinato. En el desarrollo del partido, el austriaco realizó 2 "Gran Willy" en un mismo juego, dejando desconcertado a su rival. Ambas jugadas fueron idénticas y pese a ello, el austriaco cayó en un contundente 3-6 y 4-6, en 1 h y 33m.
- El 29 de mayo de 2022,Carlos Alcaraz realizó un contraglobo antológico ante Karén Jachánov en Roland Garros, y fue protagonista de un doble tweener con Stefanos Tsitsipas, quedándose con el punto[7]
- El Kazajo Alexander Bublik suele hacer tweeners en sus partidos.